# Église Saint-Bavon de Chaumont
Pour les articles homonymes, voir Église Saint-Bavon.
L'église Saint-Bavon est une église de style roman, gothique et néogothique située à Chaumont, village de la commune belge de Chaumont-Gistoux en Brabant wallon.

## Historique
Située sur un éperon ceinturé de vieilles murailles, l'église Saint-Bavon faisait partie du site castral occupé par les seigneurs de Chaumont.
Elle est dédiée à saint Bavon, le saint patron des villes de Gand, Haarlem et Wilrijk, qui mourut à Gand vers 654.
On distingue quatre phases dans sa construction :
- une église romane dont il ne subsiste que le clocher[2] ;
- un chevet gothique des XIIe et XIIIe siècles[2] ;
- un agrandissement au XIXe siècle[2] ;
- une nef rebâtie en style néogothique en 1912-1913 par l'architecte G. Cochaux[1],[2].

L'église Saint-Bavon (chœur et tour) fait l'objet d'un classement comme monument historique depuis le 4 octobre 1974; le presbytère, les jardins en terrasse, les murailles d'enceinte, les talus escarpés et les terrains environnants font l'objet d'un classement comme site depuis la même date.

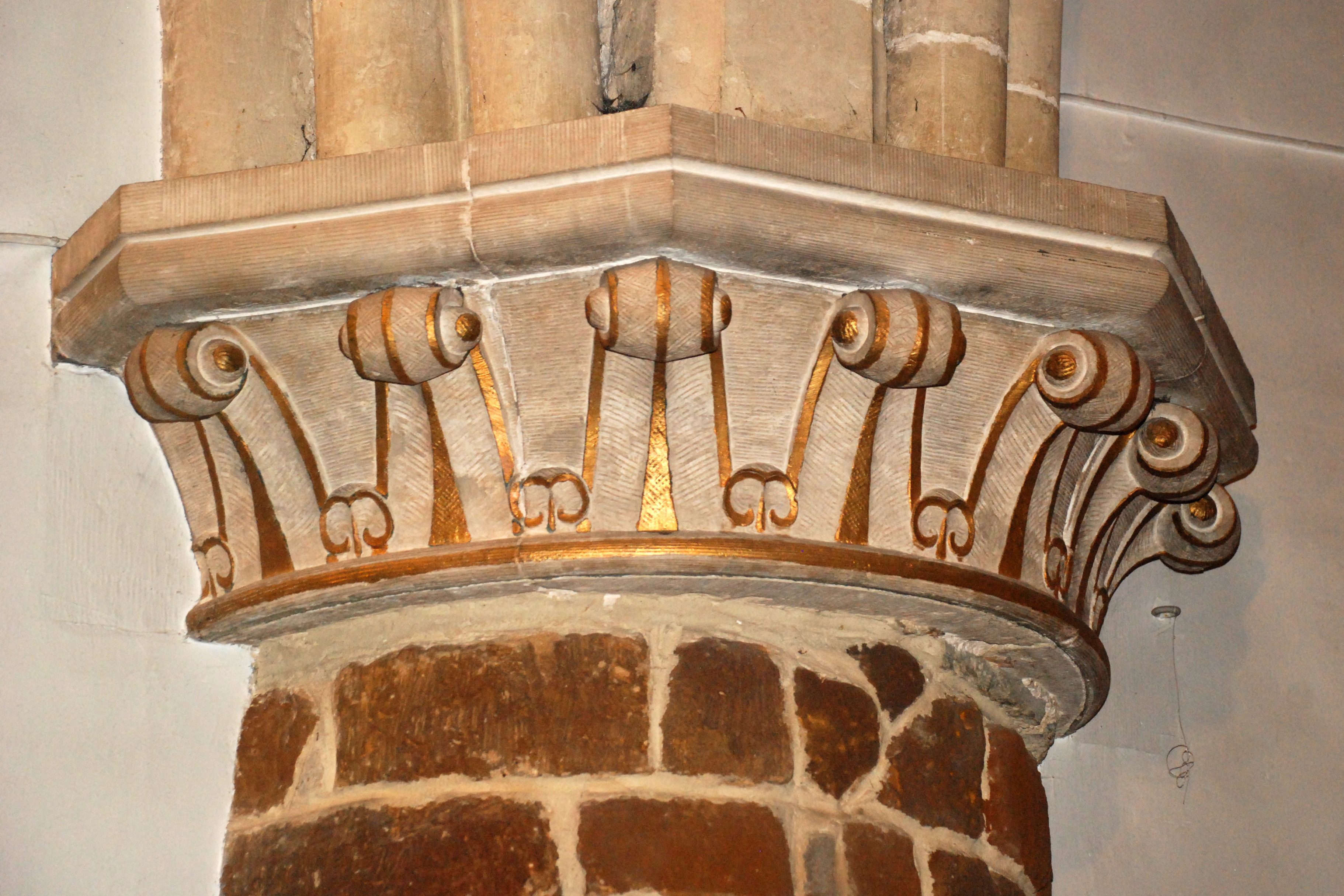
Chapiteau du chœur orné de motifs végétaux stylisés rehaussés de dorures.

## Architecture

### Architecture extérieure

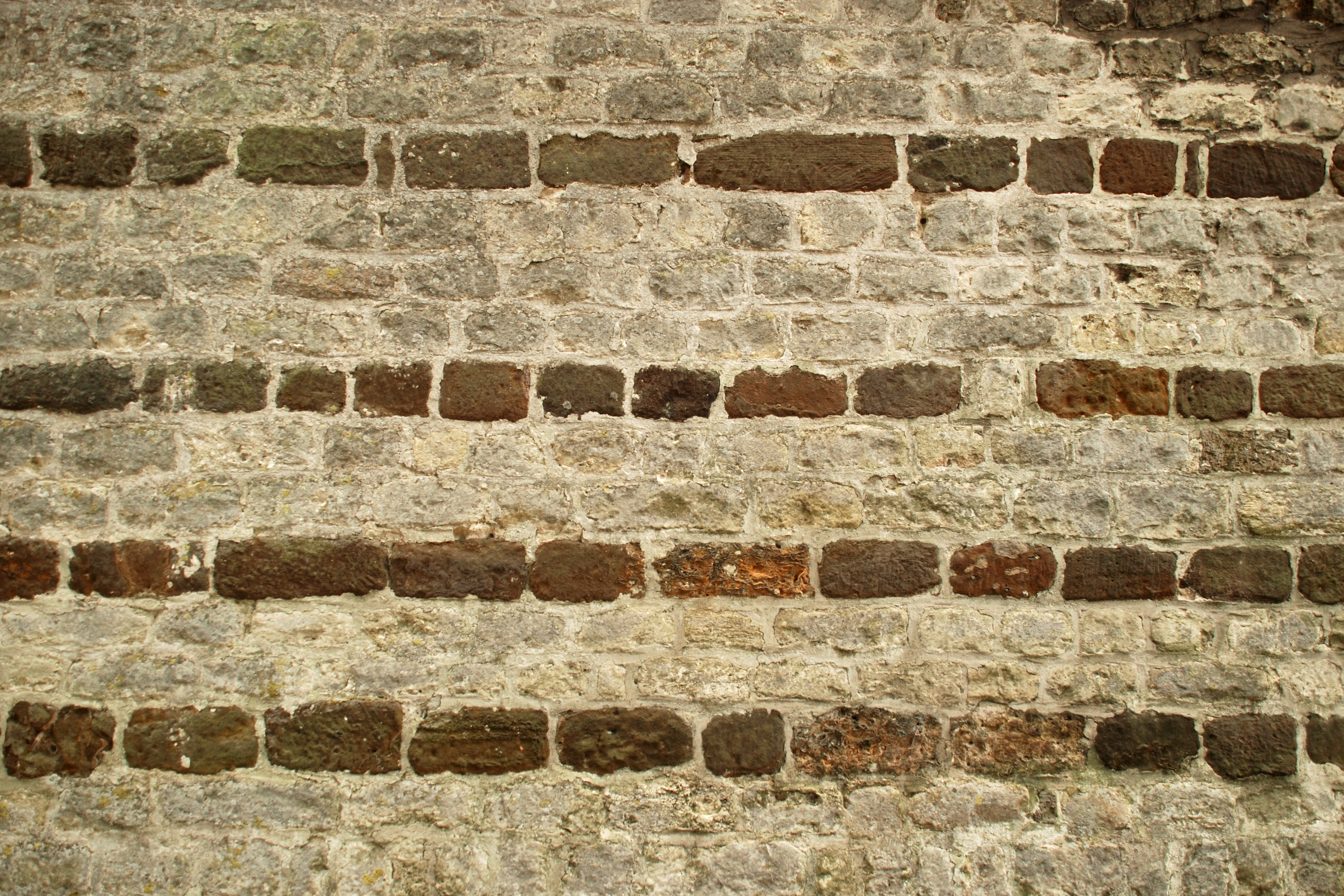
L'appareil alterné du chevet.

#### Le chevet
Vue de l'est, l'église, campée sur sa butte, domine le village de son chevet et de son clocher.
Elle se termine à l'est par un élégant petit chevet plat de style gothique au remarquable appareil alterné de moellons de grès, combinant pierre de Gobertange (grès de couleur beige claire) et grès ferrugineux.
Le chevet, couvert d'une toiture en bâtière à croupette faite d'ardoises, est percé sur chaque face d'une haute fenêtre ogivale à simple ébrasement et aux claveaux de pierre calcaire.
L'appareil alterné blanc et brun du chevet se prolonge partiellement sur les murs des collatéraux avant de céder la place à la maçonnerie du XXe siècle.
|  |  |  |

#### Le clocher
Dominant le chevet, l'église conserve un clocher roman présentant une maçonnerie faite principalement de moellons de grès ferrugineux assemblés en appareil irrégulier et parsemée de blocs de grès blanc, sauf la base qui est uniformément blanche.
Chacune des faces du clocher est percée au dernier niveau d'une baie campanaire à abat-son, surmontée d'un arc en plein cintre aux claveaux de pierre calcaire et flanquée de deux ancres de façade.
Le clocher se termine par une corniche en pierre blanche soutenue par des modillons géométriques, sur laquelle s'appuie la flèche octogonale couverte d'ardoises.
|  |  |  |  |

### Architecture intérieure
À l'intérieur, l'église présente une élégante nef néogothique aux parois et colonnes de couleur crème, surmontée d'une voûte en berceau brisé réalisée en briques rouges et supportée par des arcs-doubleaux de couleur blanche qui retombent sur la corniche et sur les tailloirs carrés des chapiteaux de courtes colonnettes ornant le haut des murs de la nef. 
La nef est séparée des collatéraux par de grands arcs ogivaux portés par de fortes colonnes rondes sommées de chapiteaux carrés aux motifs végétaux très stylisés, peints en blanc.
Mais ce qui fait assurément l'intérêt de cet intérieur, c'est le chœur. Précédé par un bel arc triomphal ogival reposant sur des pilastres faits de moellons de pierre blanche et de grès ferrugineux, le chœur est rythmé par quatre remarquables colonnes engagées faites de blocs de grès ferrugineux surmontés de chapiteaux ornés de motifs végétaux stylisés rehaussés de dorures. De ces chapiteaux s'élancent les nervures de la voûte d'ogive du chœur dont les voûtains sont peints en blanc, contrairement à la voûte de la nef et aux voûtains des collatéraux faits de briques rouges.
|  |  |  |  |